# Lilia Gana
Lilia Gana, née le 1er décembre 1989, est une escrimeuse algérienne.

## Carrière
Lilia Gana est médaillée d'argent en épée par équipes aux Championnats d'Afrique d'escrime 2008 à Casablanca.